# Belfort-du-Quercy
Belfort-du-Quercy ist eine französische Gemeinde mit 508 Einwohnern (Stand 1. Januar 2022) im Département Lot in der Region Okzitanien (vor 2016: Midi-Pyrénées). Die Gemeinde gehört zum Arrondissement Cahors und zum Kanton Marches du Sud-Quercy.
Der Name der Gemeinde stammt vom lateinischen bellus fort (deutsch schöne Burg) ab. Das Adjektiv bellus ist hier in dem Sinne von „mächtig“ oder „imposant“ zu verstehen. Das lateinische fors / fortis bezieht sich bis zum 11. bis 12. Jahrhundert auf eine einfache Wehranlage aus Holz auf einer Anhöhe und erst ab dem 12. Jahrhundert auf eine Festung aus Stein.
Die Einwohner werden Belfortois und Belfortoises genannt.

## Geographie
Belfort-du-Quercy liegt circa 22 Kilometer südsüdöstlich von Cahors in der historischen Provinz Quercy im Regionalen Naturpark Causses du Quercy an der südlichen Grenze zum benachbarten Département Tarn-et-Garonne.
Ein Teil des Gemeindegebiets gehört zum Naturschutzgebiet im Rahmen der Natura 2000.
Umgeben wird Belfort-du-Quercy von den sieben Nachbargemeinden:
| Montdoumerc                           | Lalbenque                                   |                                      |
| Montpezat-de-Quercy (Tarn-et-Garonne) | Kompassrose, die auf Nachbargemeinden zeigt | Labastide-de-Penne (Tarn-et-Garonne) |
| Montalzat (Tarn-et-Garonne)           | Lapenche (Tarn-et-Garonne)                  | Puylaroque (Tarn-et-Garonne)         |

Belfort-du-Quercy liegt im Einzugsgebiet des Flusses Garonne.
Der Lemboulas, ein Nebenfluss des Tarn, durchquert das nördliche Gebiet der Gemeinde ebenso wie einer seiner Nebenflüsse, der Ruisseau de Léouré.
Belfort-du-Quercy wird außerdem von Nebenflüssen des Candé bewässert,
- der Ruisseau de Tourtourel,
- der Ruisseau de Coumbel, der in Belfort-du-Quercy entspringt,
- der Ruisseau de Glaich, der in Belfort-du-Quercy entspringt, zusammen mit seinem Nabenfluss,
  - dem Ruisseau de Gaubille, der in Belfort-du-Quercy entspringt, und
- der Ruisseau de Dourre, der in Belfort-du-Quercy entspringt.[4]

## Geschichte
Im Jahr 1060 war Ratier de Belfort der erste Adlige, der diesen Namen trug. Derselbe oder jemand gleichen Namens wurde 1095 und 1104 erwähnt, ein Pons de Belfort im Jahre 1103. Gegen Ende des 13. Jahrhunderts trug das Dorf den Namen Beaufort. Auf der Karte von Cassini von 1750 trug das Dorf den Namen Belfort. 1929 wurde der Zusatz „du Quercy“ beschlossen, um sich vom Belfort im Elsass zu unterscheiden.
Das Dorf hat seit seiner Gründung in einem viel tiefer gelegenen Tal um die alte Kirche von Figouze im 12. Jahrhundert viele Veränderungen erfahren. Es gab viel Wasser und genug fruchtbares Land, um ein Dorf zu bauen. Noch heute befindet sich dort die Quelle der Figouze. Wie die meisten Dörfer der Region wurde Belfort 1211 und 1214 von Simon de Monfort, dem Anführer des Albigenserkreuzzugs, geplündert. Im Rahmen des Hundertjährigen Kriegs eroberten englische Truppen im Jahr 1358 das Dorf zu einem Zeitpunkt, als es um eine Burg neu errichtet worden war, die zerstört und im unteren Teil des heutigen Zentrums der Gemeinde wieder aufgebaut wurde. Während mehrerer Jahrhunderte litt Belfort unter den Kriegen bis zu dem Punkt, an dem es niemand mehr gab, der die Felder der Seigneurs und der Kirche bestellte. Zur gleichen Zeit gab es auch eine Burg im Weiler Loubéjac im äußerten Norden des heutigen Gemeindegebiets, Ratier de Belfort Seigneur im Jahre 1380 wurde. Diese wurde im Zweiten Weltkrieg von deutschen Besatzungstruppen zerstört, weil der Ort im Verdacht stand, ein Versteck von Maquisards zu sein. In den Hugenottenkriegen wurde das Dorf mehrfach von protestantischen Truppen geplündert und im Jahre 1579 die Pfarrkirche zerstört.

## Einwohnerentwicklung
Nach Beginn der Aufzeichnungen stieg die Einwohnerzahl bis zur ersten Hälfte des 19. Jahrhunderts auf einen Höchststand von rund 1665. In der Folgezeit sank die Größe der Gemeinde bei kurzen Erholungsphasen bis zu den 1980er Jahren auf rund 440 Einwohner, bevor sich eine Wachstumsphase einstellte und sich die Einwohnerzahl auf einem Niveau von rund 520 Einwohnern stabilisierte.
| Jahr      | 1962 | 1968 | 1975 | 1982 | 1990 | 1999 | 2006 | 2011 | 2022 |
| --------- | ---- | ---- | ---- | ---- | ---- | ---- | ---- | ---- | ---- |
| Einwohner | 541  | 519  | 483  | 441  | 458  | 464  | 513  | 515  | 508  |

## Sehenswürdigkeiten

### PfarrkircheNotre-Dame

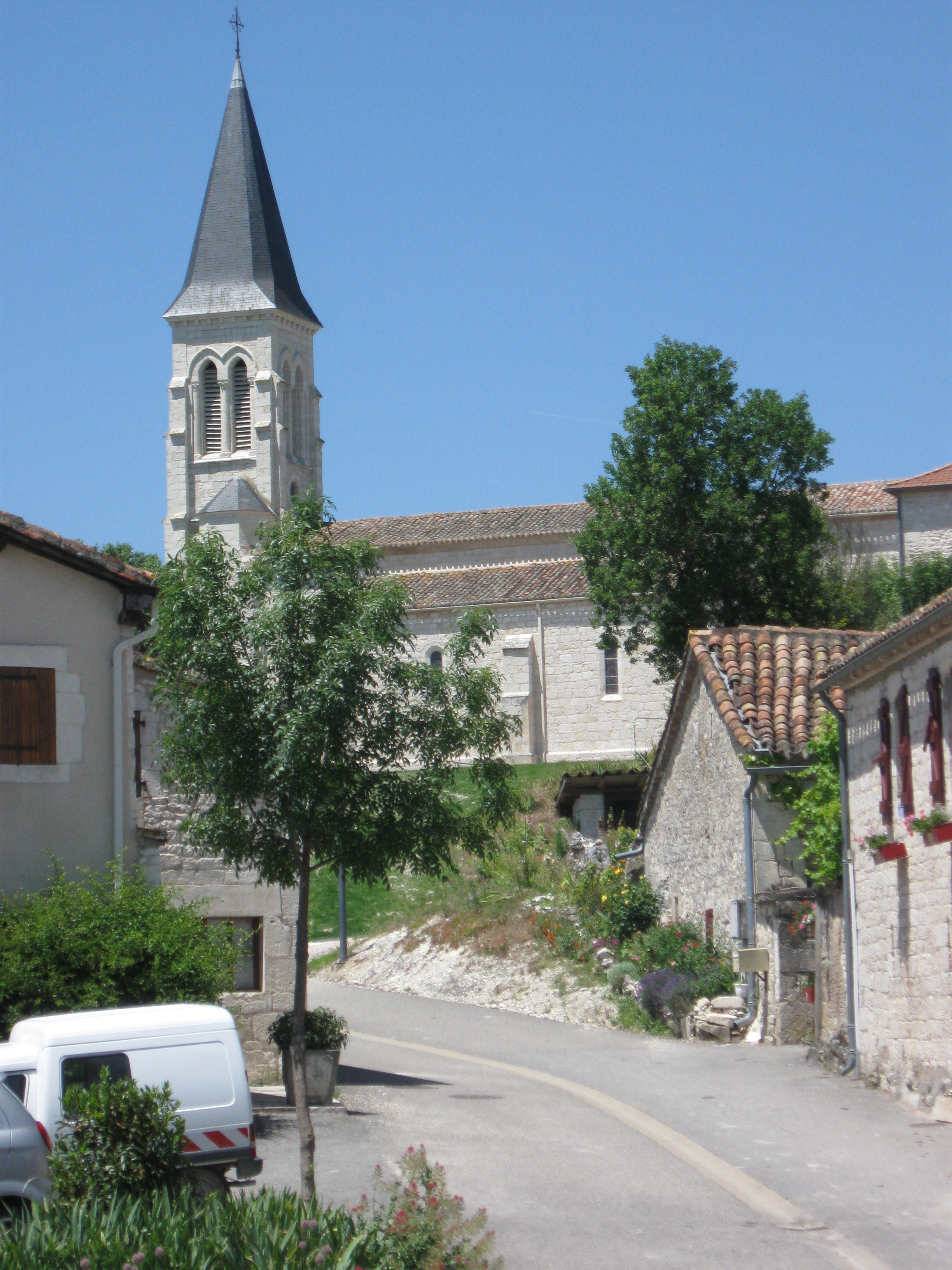
Pfarrkirche Notre-Dame

Die heutige Kirche im Zentrum der Gemeinde wurde gegen 1866 errichtet als Ersatz für die frühere einfache Pfarrkirche Notre-Dame de la Figouse, die sich außerhalb des Dorfes befand. Der Glockenturm wurde zwischen 1892 und 1897 vom Architekten des Départements, Jean-Gabriel Rodolosse, neu gebaut. Es wird vermutet, dass Kapitelle, Säulenbasen und andere Steinelemente aus der früheren Kirche wiederverwendet wurden. Die Variationsbreite könnte allerdings auf verschiedene Herkünfte hinweisen. Die romanische Kapitelle des Chors zeigen eine große Ähnlichkeit mit denen der Kirche Saint-Urcisse in Cahors und datieren aus der ersten Hälfte des 13. Jahrhunderts. Sie stellen Maria mit Jesuskind, die Kreuzigung Christi, das Partikulargericht und den Erzengel Michael im Kampf mit dem Drachen dar. Kapitelle mit Blattgeflechten ähneln einer Reihe derselben Kirche in Cahors und stammen aus der Mitte des 13. Jahrhunderts. Die Engel auf den beiden Kämpfern und die Rippen mit doppelten Stäben stammen aus der Zeit um 1500. Die Engel tragen ein Spruchband oder ein Wappenschild. Das Haupt- und die beiden Seitenschiffe scheinen vollständig aus wiederverwendeten Werksteinen errichtet zu sein. Der neugotische Glockenturm ist mit einem spitzen Helm versehen.

### PfarrkircheSaint-Geniès
Sie befindet sich an der Grenze zur Nachbargemeinde Montdoumerc. Die romanische halbrunde Apsis bildet den ältesten Teil des Gebäudes und datiert aus dem 12. Jahrhundert. Sie besitzt zwei rundbogenförmige Fenster zwischen flachen Strebepfeilern. Das gerade, mit einem Tonnengewölbe versehene Joch des Chors ist das Resultats eines Neubaus, bei dem eine frühere Arkade der Apsis unterbrochen wurde. Sein spitzbogenförmiges Fenster lässt sich dem späten 12. oder dem 13. Jahrhundert zuordnen. Das Fenster ist zu einem großen Teil von einer neu gebauten Sakristei verdeckt. An der Nordseite sind die Reste eines zugemauerten Eingangs zu erkennen. Das Langhaus ist 1784 teilweise neu gebaut worden, wie ein entsprechendes Datum auf dem Bogen des Eingangs an der Südseite belegt, der durch ein Vordach geschützt wird.

### Burgturm
Er befindet sich im Zentrum von Belfort-du-Quercy und ist ein Überbleibsel der Burg aus dem 13. Jahrhundert. Diese wurde während der Französischen Revolution im Jahr 1790 geplündert. Gegen 1850 hat sich die Mairie in dem Turm eingerichtet. Er ist zu einem großen Teil mit wiederverwerteten Materialien neu gebaut worden. Neben der Verzahnung an der östlichen Mauerecke sind Gewände und Spuren des Spitzbogens des Eingangs zu erkennen.

## Wirtschaft und Infrastruktur

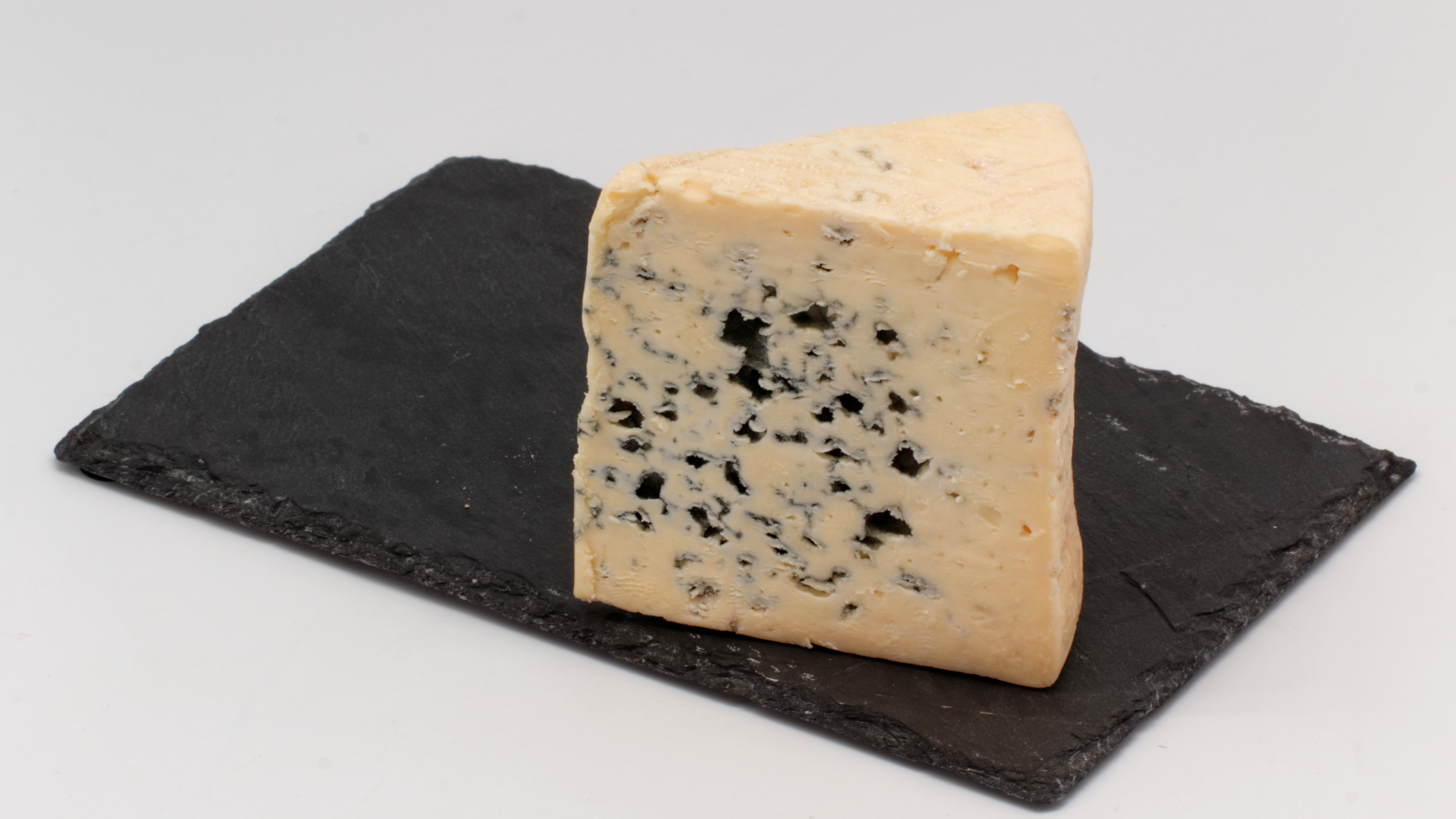
Blauschimmelkäse Bleu des Causses
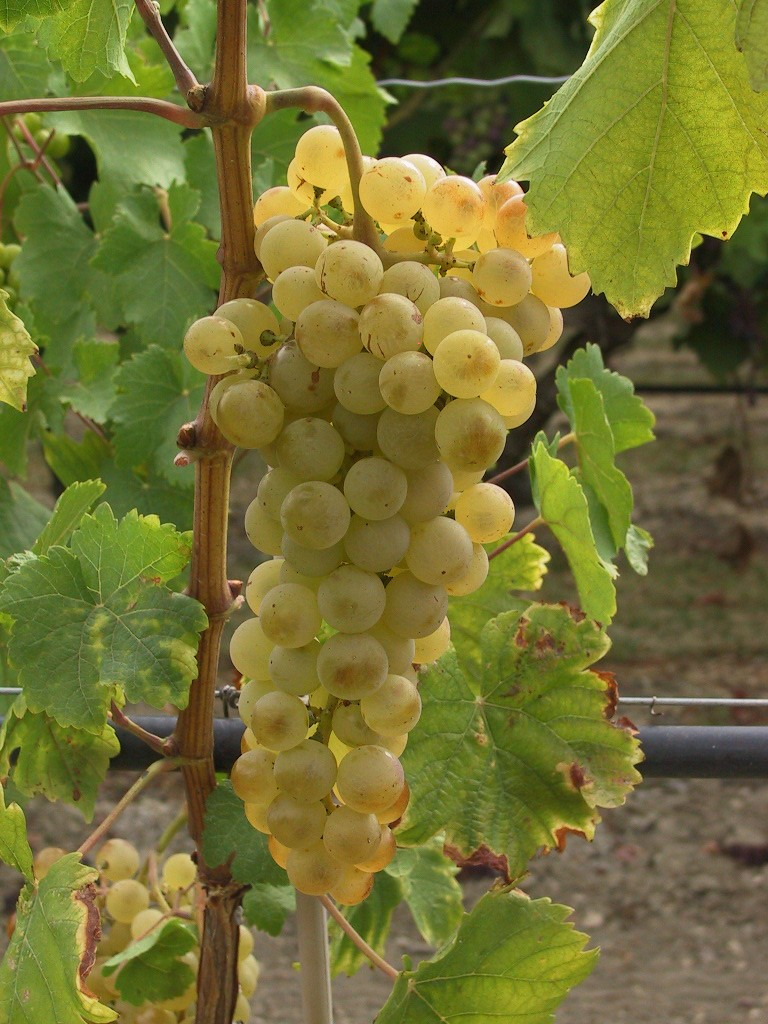
Tafeltraube Chasselas de Moissac

Belfort-du-Quercy liegt in den Zonen AOC
- des Blauschimmelkäses Bleu des Causses,
- der Tafeltraube Chasselas de Moissac und
- der Weine (rosé, rouge) der Coteaux du Quercy.[12]

Der Schwerpunkt der Wirtschaft der Gemeinde liegt auf der Landwirtschaft. Belfort-du-Quercy liegt bezüglich der Anzahl der Betriebe auf dem zweiten Platz im Département. Die Rinderzucht ist auf der Hälfte des Gemeindegebiets gegenwärtig ebenso wie eine Aufzucht von Ziegen für die Milchproduktion. Auf dem südlichen Teil des Gemeindegebiets sind Obstbauern mit Produktionen von Aprikosen, Pflaumen, Äpfeln, Pfirsiche, Quitten, Nüssen und Melonen anzutreffen. Der Weinbau ist ebenfalls vertreten, obwohl die Anbaufläche seit dem Ende der 1970er Jahre schrumpft und den Raum für den Anbau von Getreide und Ölbäumen überlässt, der weniger arbeitsintensiv ist.

### Bildung
Die Gemeinde verfügt über eine öffentliche Grundschule mit 37 Schülerinnen und Schülern im Schuljahr 2018/2019.

### Verkehr
Belfort-du-Quercy ist erreichbar über die Routes départementales 10 und 56.